# Hypodoxa viridicoma
Hypodoxa viridicoma là một loài bướm đêm trong họ Geometridae.